# الحافة (السياني)

تعديل مصدري - تعديل

الحافة محلة تابعة لقرية الجوازع، التابعة لعزلة هدفان بمديرية السياني إحدى مديريات محافظة إب في الجمهورية اليمنية.، بلغ تعداد سكانها 220 حسب تعداد اليمن لعام 2004.